# Савиенас
Са́виенас (латыш. Sāvienas ezers, Savienas ezers) — озеро в Ляудонской волости Мадонского края Латвии. Относится к бассейну Айвиексте.
Площадь водной поверхности — 57,9 га. Наибольшая глубина — 8,8 м, средняя — 4,8 м.